# Lista Pim Fortuyn
La Lista Pim Fortuyn (in olandese Lijst Pim Fortuyn, LPF) è stato un partito politico olandese fondato nel 2002 su iniziativa di Pim Fortuyn, già esponente del movimento "Olanda Vivibile" (Leefbaar Nederland), e attivo fino al 2008.

## Risultati elettorali
| Elezione         | Voti      | %     | Seggi    | Posizione               |
| ---------------- | --------- | ----- | -------- | ----------------------- |
| Legislative 2002 | 1,614,801 | 17,00 | 26 / 150 | Maggioranza             |
| Legislative 2003 | 549,975   | 5,72  | 8 / 150  | Maggioranza Opposizione |
| Legislative 2006 | 20,956    | 0,3   | 0 / 150  | Extraparlamentare       |

## Storia
Il partito si presentò per la prima volta in occasione delle elezioni legislative del 2002. La settimana precedente alla consultazione elettorale, il 6 maggio 2002, Fortuyn fu ucciso da Volkert van der Graaf, attivista di estrema sinistra. La lista di Fortuyn si piazzò al secondo posto, dietro l'Appello Cristiano Democratico, ottenendo il 17,0% dei voti e 26 seggi.
Il partito passò a Mat Herben. Alle elezioni legislative 2003, la lista Pim Fortuyn ottenne il 5,7% dei voti e otto seggi.
In seguito, il partito scomparve gradualmente dalla scena politica, dissolvendosi definitivamente nel 2008. Molti dei sostenitori hanno aderito al Partito per la Libertà.
Nel dicembre 2020 il partito politico JA21 si pone tra gli obiettivi anche quello di riportare "le idee di Fortuyn nella Camera dei Rappresentanti"

## Ideologia
Il partito si caratterizzava come populista di destra, liberale, e nazionalista.

## Struttura

### Leadership

#### Leader
- Pim Fortuyn (14 febbraio 2002 – 6 maggio 2002) (†)
- Vacante (6 maggio 2002 – 16 maggio 2002)
- Mat Herben (16 maggio 2002 – 28 agosto 2002)
- Harry Wijnschenk (28 agosto 2002 – 16 ottobre 2002)
- Mat Herben (16 ottobre 2002 – 5 ottobre 2004)
- Gerard van As (5 ottobre 2004 – 17 agosto 2006)
- Mat Herben (17 agosto 2006 – 30 settembre 2006)
- Olaf Stuger (30 settembre 2006 – 30 novembre 2006)
- Vacante (30 novembre 2006 – 1º gennaio 2008)

#### Presidente
- Pim Fortuyn (14 febbraio 2002 – 6 maggio 2002) (†)
- Peter Langendam (11 maggio 2002 – 14 maggio 2002)
- Ed Maas (3 luglio 2002 – 13 ottobre 2003)
- Sergej Moleveld (31 agosto 2004 – 12 novembre 2004)
- Bert Snel (10 dicembre 2004 – 1º gennaio 2008)

### Presidenti dei gruppi parlamentari

#### Eerste Kamer
- Rob Hessing (10 giugno 2003 – 12 giugno 2007)

#### Tweede Kamer
- Mat Herben (23 maggio 2002 – 28 agosto 2002)
- Harry Wijnschenk (28 agosto 2002 – 16 ottobre 2002)
- Mat Herben (16 ottobre 2002 – 5 ottobre 2004)
- Gerard van As (5 ottobre 2004 – 17 agosto 2006)
- Mat Herben (17 agosto 2006 – 30 novembre 2006)

### Lijsttrekker

#### Eerste Kamer
- Bob Smalhout – 2003

#### Tweede Kamer
- Pim Fortuyn – 2002
- Mat Herben – 2003
- Olaf Stuger – 2006

## Membri importanti

### Ministri
- Roelf de Boer – Trasporti e gestione delle acque, Governo Balkenende I, 2002
- Eduard Bomhoff – Salute e sport, Governo Balkenende I, 2002
- Herman Heinsbroek – Economia, Governo Balkenende I, 2002
- Hilbrand Nawijn – Politica estera e integrazione (*), Governo Balkenende I, 2002

### Segretari di Stato
- Rob Hessing – Ministero degli interni e delle relazioni del Regno (responsabile dell'ordine pubblico e della sicurezza), Governo Balkenende I, 2002
- Cees van Leeuwen – Ministero della cultura (responsabile della cultura e dei media), Governo Balkanende I, 2002
- Jan Odink – Ministero dell’agricoltura (responsabile della pesca), Governo Balkenende I, 2002
- Philomena Bijlhout (presa incarico e dimissioni il 22 luglio 2002)
- Khee Liang Phoa (dal 9 settembre 2002) – Ministero degli affari sociali e del lavoro (responsabile dell'emancipazione e della famiglia), Governo Balkenende I, 2002